# Diospyros hoyleana
Diospyros hoyleana är en tvåhjärtbladig växtart som beskrevs av Frank White. Diospyros hoyleana ingår i släktet Diospyros och familjen Ebenaceae.

## Underarter
Arten delas in i följande underarter:
- D. h. angustifolia
- D. h. hoyleana